# Uniemyśl (Neder-Silezië)
Uniemyśl (Duits: Berthelsdorf) is een dorp in de Poolse woiwodschap Neder-Silezië. De plaats maakt deel uit van de gemeente Lubawka.